# Walzenstecker

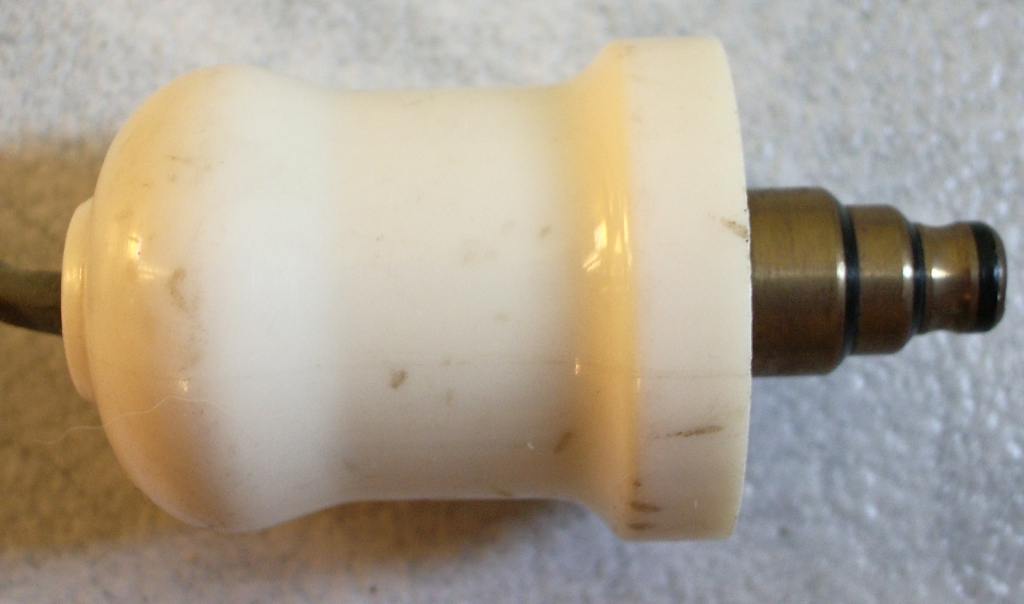
Vierpoliger Walzenstecker „ADoS ZB 27“

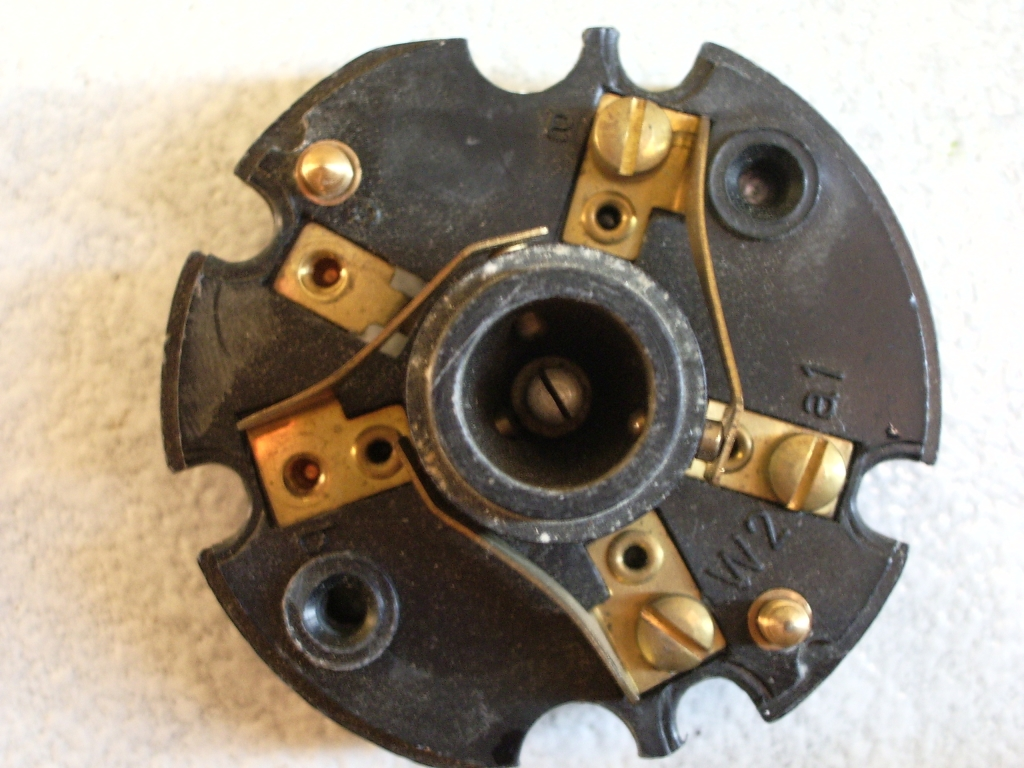
Anschlussdose ZB 50 (innen)

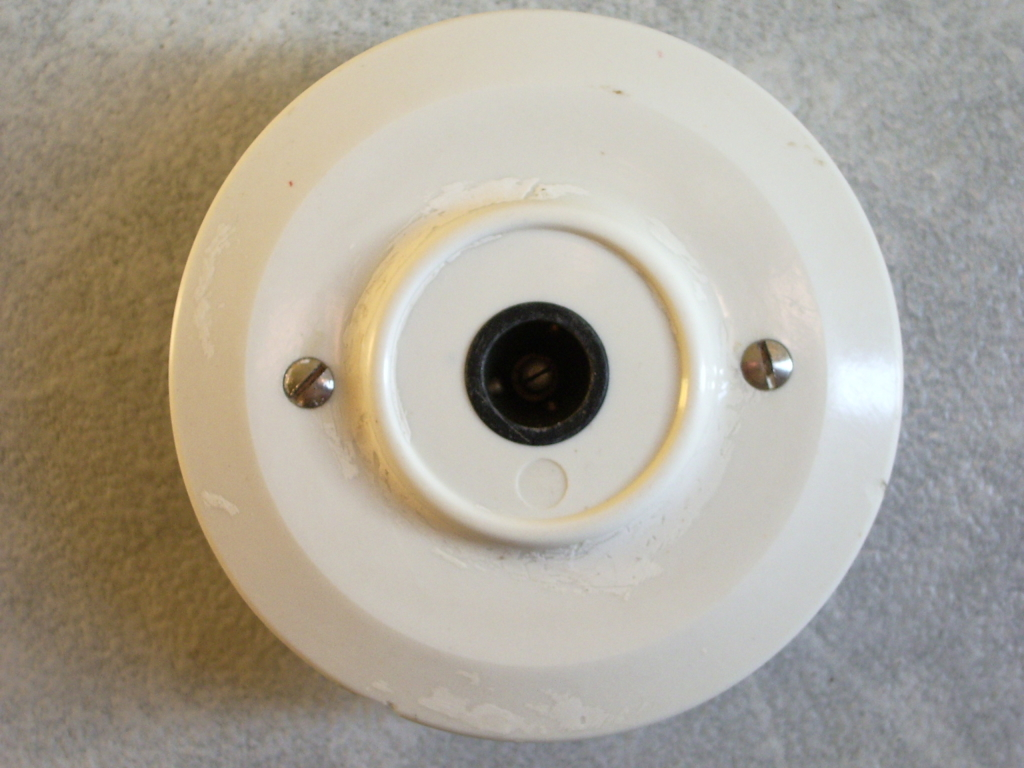
Anschlussdose ZB 50 (Deckel)

Walzenstecker (auch Walzenstöpsel oder Stöpsel 27) wurden in Deutschland seit den 1930er-Jahren zum Anschluss von Telefonen und Fernschreibern verwendet. Sie wurden bis in die 1960er-Jahre verbaut und wurden später von dem Anschlussdosen-Stecker (ADoS) abgelöst. Walzenstecker wurden auch in der Rundfunktechnik verwendet und waren an der Hörgarnitur der Mitarbeiter der Vermittlungsstelle zu finden. Die Steckverbindung ist sehr robust, zuverlässig und komfortabel zu benutzen, da sie – wie auch Klinkenstecker – nicht falsch eingesteckt werden kann.
In Österreich wurde er – möglicherweise erst ab dem „Anschluss“ 1938 – bis Anfang der 1970er-Jahre verbaut und dann durch den ADo-8 abgelöst. Eingesetzt wurde er bei der kostenpflichtigen Option, mehrere Dosen für einen Telefonapparat bei einem ganzen Anschluss zu haben. Sonst wurde der Apparat fix an eine Klemmdose montiert und Gesellschaftsanschlüsse am Beikasten.

## Stecker – ADoS ZB 27
Der Telefon-Walzenstecker Anschlussdosenstecker Zentralbatterie 27 besteht aus drei übereinandergeschobenen gegenseitig isolierten Metallringen mit aufsteigendem Durchmesser, der vierte Pol befindet sich innen als Hohlkontakt. Mit diesem vierpoligen Stecker wird eine Steckverbindung für die beiden Sprechadern eines Fernsprechapparates (ab) hergestellt, er verfügt weiter über einen Erdleiter- und Zweitwecker-Anschluss.
| Anschluss | Bedeutung                                 | Drahtfarbe |
| --------- | ----------------------------------------- | ---------- |
| a         | Leitung La des Teilnehmeranschlussleitung | weiß       |
| b         | Leitung Lb des Teilnehmeranschlussleitung | braun      |
| c         | Erdleiter (Rückfragetaste)                | gelb       |
| W2        | Ausgang für Zusatzwecker                  | grün       |

## Buchse – ADo ZB 50
Die passende Anschlussdose „ADo ZB 50“ (alte Bezeichnung W 34) besitzt einen Schaltausgang für eine der Sprechadern zur Reihenschaltung mehrerer Anschlussdosen. Im ungesteckten Zustand wird die Sprechader durchgeschleift, im gesteckten Zustand ist die Verbindung unterbrochen, sodass die nachfolgende Dose stromlos wird.
| Anschluss | Bedeutung                                                       | Drahtfarbe |
| --------- | --------------------------------------------------------------- | ---------- |
| a         | Leitung La der a/b-Schnittstelle der Teilnehmeranschlussleitung | rot        |
| b         | Leitung Lb der a/b-Schnittstelle der Teilnehmeranschlussleitung | schwarz    |
| c         | Erdleiter (Rückfragetaste)                                      | gelb       |
| W2        | Ausgang für Zweitwecker                                         | weiß       |
| a1        | geschaltete Leitung a zur zweiten Dose                          | rot        |